# 八洲交通
有限会社八洲交通（やしまこうつう）は、青森県青森市に本社を置くバス事業者である。

## 営業所
- 本社営業所（青森ナンバー）
  - 青森県青森市大字滝沢字住吉28-7
- 八戸営業所（八戸ナンバー）
  - 青森県八戸市桔梗野工業団地2丁目7-13

## 沿革
- 2003年（平成15年）4月 - 八洲運輸のバス部門を担う子会社として設立。
- 2013年（平成25年）
  - 4月1日 - 矢田・滝沢地区市民バス（旧青森市営バス矢田・滝沢線）を受託開始。
  - 10月1日 - 青柳線市民バス（旧青森市営バス青柳線）を受託開始。
- 2022年（令和4年）3月5日 - 青森市市バスで、青森地域連携ICカード「AOPASS」を導入[1]。

## 路線バス

### オリオンバス
オー・ティー・ビーとの共同運行。
- 青森駅前・弘前駅城東口・盛岡駅西口 - 東京駅鍛冶橋駐車場

### 青森市市バス（旧:青森市市民バス、受託運行）
「青森市総合都市交通戦略」に基づき、一部市営バス路線の再編を実施した。 

#### 矢田・滝沢地区市民バス
- 青森駅前 - 古川 - 市役所前 - 堤橋 - 合浦町 - 南造道 - 県立中央病院通り - 東跨線橋 - 後萢通り - 馬屋尻 - 矢田 - 新総合運動公園前 - 三本木 - 上滝沢
- 上滝沢 → 三本木 → 新総合運動公園前 → 矢田 → 馬屋尻 → 平新田森越 → 東高校前 → 原別 → 八重田浄化センター前 → 県立中央病院前 → 県立中央病院通り → 南造道 → 合浦町 → 堤橋 → 市役所前 → 古川 → 青森駅前
- 県立中央病院前 - 県立中央病院通り - 東跨線橋 - 後萢通り - 馬屋尻 - 矢田 - 新総合運動公園前 - 三本木 - 上滝沢
- 東部営業所 - 野内駅前 - 馬屋尻 - 矢田 - 新総合運動公園前 - 三本木 - 上滝沢

#### 青柳線市民バス
- 青森駅前 - 新町二丁目 - 青柳橋 - 合浦町 - 沢田橋 - 県立中央病院前